# Théodore Daphnopatès
Théodore Daphnopatès (en grec Θεόδωρος Δαφνοπάτης) est un homme d'État et écrivain byzantin du Xe siècle.

## Carrière
À partir de 925 environ, il occupe auprès de l'empereur Romain Ier, avec le rang de patrice, la fonction de prôtoasêkrêtis (chef de la chancellerie impériale). Constantin VII (945 - 959) le déchargera de sa correspondance, soit qu'il ait été en disgrâce parce qu'il passait pour un homme de Romain Ier , soit qu'il ait été mis en congé sabbatique par Constantin VII pour se consacrer à la rédaction , comme semble montrer le fait qu'il put conserver ses titres (le Discours sur la translation de la main de saint Jean-Baptiste, prononcé en janvier 957, 958 ou 959, est attribué par les manuscrits à « Théodore (Daphnopatès), patrice et prôtoasêkrêtis »). Son retour à la politique active eut lieu sous Romain II : selon la Continuation de Théophane (p. 470, 3-10, éd. de Bonn), cet empereur nomma à l'importante fonction d'éparque, d'abord le protospathaire Sisinnios, puis « peu de temps après » (sans doute en 960 ou 961) le patrice et apo stratiôtikôn (logothète de l'armée) Théodore Daphnopatès. C'est peut-être au début du règne de Romain II (commencé en novembre 959) qu'il occupa ce dernier emploi. Sisinnios redevint éparque peu après (peut-être avant la mort de Romain II en mars 963, en tout cas sous Nicéphore Phocas). Trois manuscrits de ses œuvres hagiographiques attribuent à Théodore le titre de magistros, supérieur à celui de patrice : il lui a peut-être été accordé comme compensation au moment de sa mise en congé. Il l'a sans doute porté pendant une certaine durée, mais on ne possède aucun autre repère chronologique.

## Œuvres
Un recueil de 35 lettres (certaines incomplètes, voire fragmentaires) a été conservé dans le manuscrit de Patmos 706 : il s'agit de lettres officielles de la chancellerie de Romain Ier (lettres 1 à 7 ; la lettre 1 est adressée au pape Jean XI, la lettre 4 à l'émir d'Égypte selon le manuscrit, les lettres 5-6-7 à Siméon de Bulgarie), de mises au point théologiques de la même époque (8-10), d'une « lettre » écrite au nom de Constantin VII à Grégoire de Nazianze à l'occasion d'une translation de reliques (11), de lettres à Constantin VII et Romain II (12-16), enfin de lettres à caractère privé, adressées à des fonctionnaires ou à des religieux (17-35). L'édition Darrouzès-Westerink ajoute cinq lettres anonymes empruntées au manuscrit de Vienne Phil. gr. 342 (lettres 36-40 de l'édition, qui sont des lettres privées) : ce manuscrit permet d'autre part de compléter la lettre 12 à Constantin VII, donnée fragmentairement par celui de Patmos.
D'autre part, la tradition manuscrite attribue à Théodore Daphnopatès, avec un consensus plus ou moins grand, huit textes hagiographiques : un Discours sur la naissance de saint Jean-Baptiste (BHG3 845) ; un Discours sur la translation de la main de saint Jean-Baptiste (BHG3 849, prononcé à l'occasion d'un des premiers anniversaires de la translation de cette relique d'Antioche à Constantinople le 5 janvier 956) ; un Éloge de Théophane le Confesseur (BHG3 1792, avec une allusion à Constantin VII) ; un Éloge de sainte Barbe (BHG3 218d, attribution très douteuse) ; un Martyre de saint Georges (BHG3 674) ; la Vie de Théodore Studite dite Vita A (BHG3 1755, simple réécriture de la Vita B du « moine Michel », qui est la plus ancienne) ; un Recueil d'extraits de Jean Chrysostome, en 48 chapitres (PG 63, col. 567-902) ; un Discours sur Pierre et Paul.
D'autre part, Daphnopatès a été tenu par de nombreux byzantinistes modernes (depuis le XVIIIe siècle) pour l'auteur probable d'une partie au moins de la Continuation de Théophane. Cette attribution s'appuie sur deux textes où Daphnopatès est présenté comme un historien : la préface de la Chronique de Jean Skylitzès (où ce dernier passe en revue les tentatives précédant la sienne de donner une suite à l'œuvre de Théophane le Confesseur), et un extrait figurant dans un recueil historique consacré à la famille Mélissène, conservé dans le manuscrit de Berlin Phillips 1456 (Daphnopatès y est cité à propos du sort de Michel Rhangabé après son abdication). Depuis Ferdinand Hirsch (Byzantinische Studien, 1876), on distingue dans la Continuation quatre parties indépendantes agrégées : les livres I-IV (les quatre règnes entre 813 et 867) ; le livre V (la Vie de Basile le Macédonien, de la main de Constantin VII selon le manuscrit) ; la première partie du livre VI, § 1-7 (la période 886-948) ; et la seconde partie de ce livre (948-961). La majeure partie des spécialistes (entre autres Karl Krumbacher, Georg Ostrogorsky, Alexander Každan) attribuent la dernière partie à Daphnopatès. 

## Édition
- Jean Darrouzès-Leendert G. Westerink (éds.), Théodore Daphnopatès. Correspondance, Paris, Éditions du CNRS, 1978.